# 웅담초등학교
웅담초등학교는 대한민국 경기도 파주시에 있는 공립 초등학교이다.

## 학교 연혁
- 1959년 3월 22일 적남국민학교 설립 인가
- 1959년 3월 27일 초대 안중훈 교장 취임
- 1959년 4월 8일 개교(7학급 편성)
- 1961년 8월 3일 웅담리로 교사 이전
- 1968년 8월 23일 웅담국민학교로 교명 변경
- 1990년 12월 24일 현 소재지로 교사 신축 이전
- 1996년 3월 1일 웅담초등학교로 교명 변경
- 2004년 3월 1일 경기도교육청 지정 교육정책연구학교 지정
- 2005년 3월 1일 병설유치원 설립 인가
- 2014년 3월 1일 제24대 남재철 교장 취임
- 2015년 2월 13일 제56회 졸업식(6명 졸업) 총 2002명 졸업
- 2015년 3월 1일 6학급 편성